# گلن رایس جونیور
گلن رایس جونیور (انگلیسی: Glen Rice Jr.؛ زادهٔ ۱ ژانویهٔ ۱۹۹۱) بازیکن بسکتبال اهل ایالات متحده آمریکا است.